# Josh (film 2000)
Josh è un film indiano del 2000 diretto da Mansoor Khan.